# Alonso de Guadalajara
Alonso de Guadalajara (finales s. XV-mediados s. XVI) fue un jurista y político segoviano que tuvo una importancia destacada en la Guerra de las Comunidades.

## Biografía
Nacido en Segovia, su nombre completo era Juan Alonso Cascales de Guadalajara. Realizó estudios de letras. En 1507, a la muerte de Felipe I el Hermoso, participó en las revueltas acaecidas en la ciudad de Segovia entre los partidarios de don Juan Manuel y los de Andrés Cabrera, marqués de Moya, al haber entregado el monarca difunto al primero la alcaídia del Alcázar de Segovia hasta entonces disfrutado por el segundo. Junto con el licenciado Peralta y otras 13 personas se hicieron fuertes en la desaparecida iglesia de San Román siendo sitiados por los partidarios del marqués de Moya.
Posteriormente, en el marco de la Guerra de las Comunidades, por aclamación popular fue elegido, junto con Juan Solier y Álonso de Cuéllar, para representar a la ciudad de Segovia en la Junta de Ávila. En 1520 comienza a funcionar la Junta, desempeñando Alonso de Guadalajara diversos encargos para la Junta. Abandonó el movimiento junto con Pedro Laso de la Vega, pasando al campo de los partidarios del emperador. Finalmente tuvo que exiliarse a Portugal, al haber sido exceptuado del perdón general al finalizar el conflicto y condenado por el Edicto de Worms.
Posteriormente, consiguió ser perdonado y volvió a Segovia, donde murió.
Fue fundador de la capilla mayor de la iglesia de Santísima Trinidad de Segovia.

### Individuales
1. ↑  «Carlos V - Política y religión - Política». www.cervantesvirtual.com. Consultado el 11 de septiembre de 2020.
2. ↑  Ruiz Hernando, José Antonio (1996). La parroquia de la Santísima Trinidad. Gráficas Ceyde. p. 44.